# Fil (dataobjekt)
 For alternative betydninger, se Fil. (Se også artikler, som begynder med Fil)
En fil på en computer er en sekvens af bytes gemt som en enhed, i et baggrundslager; fx på en harddisk, diskette, cd.
En fil er et abstrakt koncept; det der ser ud som en enkelt fil fra programmets synspunkt, kan i praksis være gemt som små stumper data forskellige steder på lagringsmediet, eller endda på forskellige lagringsmedier.
Filer laves af computerprogrammer og som regel følger de et forudbestemt filformat (eller filtype) med bestemte filegenskaber. En fil er et computerprogram eller en dokumentfil.
En oversigt over filerne på et lagringsmedie (eller en delmængde af filerne), kan findes som henvisninger i et filkatalog, der også kendes under navne som et directory eller i den mere abstrakte udgave en mappe eller en folder. I filkataloget er ud over navnet på filen, lagret metadata om filen; såsom dato for oprettelse, dato for ændring, dato for sidste brug, adgangsrettigheder og meget mere. Typen af oplysninger varierer fra forskellige filsystemer.